# Marten Wiegeraadt
Marten Wiegeraadt (Ede, 16 maart 1901 - aldaar, 16 juni 1980) was een Nederlands politicus en verzetsstrijder. Hij was van 1946 tot 1968 wethouder van de gemeente Ede.

## Levensloop
Wiegeraadt was als twintiger en dertiger actief in verschillende christelijke (vakbond)verbanden. Zo was hij bijvoorbeeld lid van de christelijke jongelingsvereniging Kent den Heere in al uw wegen. Hij was ook hoofdbestuurder bij de christelijke textielarbeidersbond Unitas. In 1939 werd hij namens de Christelijk-Historische Unie gekozen in de gemeenteraad van Ede, waarvan hij tot de opheffing daarvan door de Duitsers in augustus 1941 lid was. Tijdens de Tweede Wereldoorlog werkte hij als bankmedewerker bij de AKU.
In de eerste jaren van de Tweede Wereldoorlog werkte Wiegeraadt aanvankelijk samen met Henk Wildenburg bij de verspreiding van de illegale kranten Trouw en Het Parool. Ook zamelden zij geld in voor de hulp aan onderduikers. Later in de oorlog zaten Wildenburg en Wiegeraadt samen ondergedoken bij de familie-Van der Kaa aan de Dorpsstraat 128 in Lunteren. Hun zoon Herman raakte als koerier betrokken bij het verzet. In september 1944 kwam van prins Bernhard de opdracht dat alle verzetsgroepen moesten opgaan in de Binnenlandse Strijdkrachten. Wiegeraadt was een van de initiatiefnemers die de leiders van de verschillende Edese verzetsgroepen bij elkaar bracht, waardoor er een Edese afdeling van de Binnenlandse Strijdkrachten ontstond. Derk Wildeboer werd aangewezen als het hoofd, Wiegeraadt werd aangesteld als zijn plaatsvervanger.
Na de voor de geallieerden verloren Slag om Arnhem waren er veel Engelse parachutisten achtergebleven op de Veluwe, die werden opgevangen door het verzet. In de nacht van 21 op 22 oktober 1944 werden deze tijdens Operatie Pegasus I dwars door de Duitse linies heen gesmokkeld en veilig over de Rijn gezet. Wiegeraadt trad samen met zijn vrouw als gids op voor kapitein Anthony Frank. Hij bracht hem naar het verzamelpunt waar Maarten van den Bent al aanwezig was. Verder was Wiegeraadt verantwoordelijk voor het uitzetten van posten tussen station Ede-Wageningen en de Heelsumseweg, langs de route die de Britse militairen in groepjes zouden volgen. Een maand later nam Wiegeraadt tweemaal deel aan een wapendropping in de buurt van Nederwoud nabij Lunteren. Na de oorlog werd Wiegeraadt aangesteld als plaatselijk commandant van de Binnenlandse Strijdkrachten en vervulde die functie een aantal maanden.
Tijdens de gemeenteraadsverkiezingen van 1946 werd de CHU met acht zetels samen met de Partij van de Arbeid de grootste partij. Wiegeraadt trad aan als wethouder van openbare werken, een functie die hij tot 1968 vervulde. In de raad was Wiegeraadt geen felle debater, maar zocht eerder de consensus. Wiegeraadt vond het belangrijk dat er in Ede ook een technische opleiding kwam. Hij stond aan de basis van de oprichting van een christelijke MTS en LTS.
Na zijn wethouderschap was hij onder andere actief als bestuurslid bij de Vereniging Oud Ede. Op zijn initiatief werden de Trapakkers achter het Edese gemeentehuis in ere hersteld. Dit zijn vijf veldjes die zijn aangelegd met de sawa's in het toenmalig Nederlands-Indië in het achterhoofd. De veldjes verspringen net zo in hoogte als de rijstvelden. De oogst wordt op de traditionele manier binnengehaald. Wiegeraadt maakte de eerste oogst van de opgeknapte veldjes niet meer mee. Hij overleed in juni 1980.

## Persoonlijk

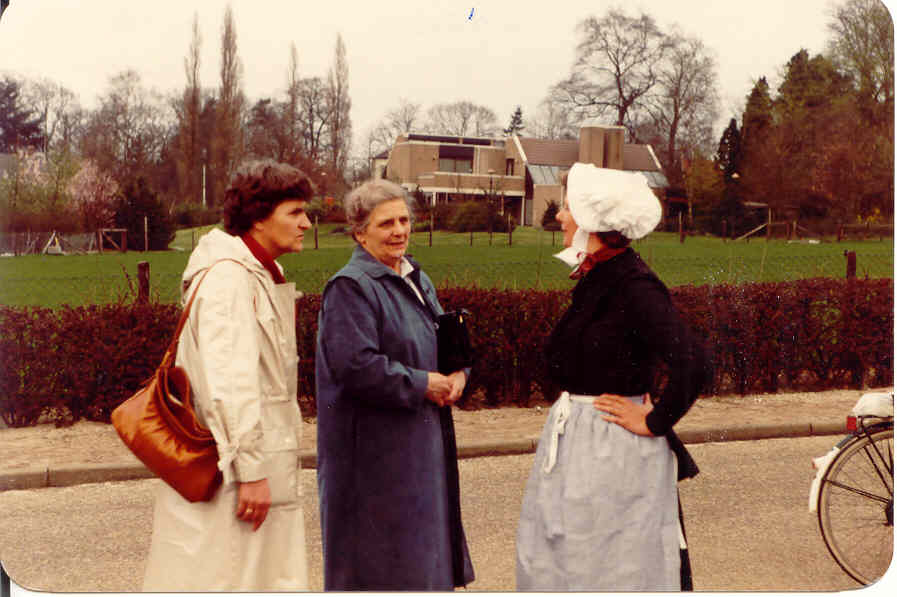
Wiegeraads echtgenoot (midden) en een dochter (rechts) bij de Trapakkers in Ede (1981). Wiegeraadt was de initiatiefnemer achter het herstel van de akkers.

Wiegeraadt was getrouwd met Nennetje Philipina Wiegeraadt-Lam (1902-1985) en had drie kinderen. Voor zijn inzet in de oorlog kreeg hij de King's Medal for Courage en het Verzetsherdenkingskruis. Hij was tevens Ridder in Orde van Oranje-Nassau. In Ede is de Wiegeraadtlaan naar hem vernoemd.